# ساب ۲۱آر
ساب ۲۱آر (به انگلیسی: Saab 21R) یک هواگرد ساختِ کارخانهٔ گروه ساب در کشور سوئد است که در سال ۱۹۵۰ ساخته شد. نخستین استفاده‌کنندهٔ این هواپیما نیروی هوایی سوئد بوده‌است. این هواگرد برای نخستین بار در ۱۰ مارس ۱۹۴۷ میلادی مورد استفاده قرار گرفت.